# Lithocarpus xylocarpus
Lithocarpus xylocarpus är en bokväxtart som först beskrevs av Wilhelm Sulpiz Kurz, och fick sitt nu gällande namn av Markgr. Lithocarpus xylocarpus ingår i släktet Lithocarpus och familjen bokväxter. Inga underarter finns listade.